# Diskografija Barbre Streisand
Ovo je kompletni popis albuma i singlova koje je objavila Barbra Streisand. Do danas, prodala je 100 milijuna albuma u Sjedinjenim Državama, 4,5 milijuna u Kanadi i više od 11 milijuna u Velikoj Britaniji. U cijelom svijetu prodala je 240 milijuna albuma.

## Albumi
Tablica uključuje albume i pozicije na top listama u Sjedinjenim Državama, 
Kanadi, Velikoj Britaniji, Nizozemskoj, Švedskoj, Austriji, Australiji,
Novom Zelandu, Španjolskoj, 
Norveškoj, Njemačkoj, Švicarskoj i Francuskoj.
Barbra Streisand drugi je ženski izvođač u svijetu po broju albuma na prvim mjestima (13), iza zvijezde Country glazbe Rebe McEntire (14).

### Studijski albumi
| 1963.  | The Barbra Streisand Album                               | 8   | –   | –   | –   | –  | –   | –   | –   | –   | –   | –   | –   | –   | Platinasti          | –                   | –                   | 1 200 000  | –         | –         | 1 700 000   |
| 1963.  | The Second Barbra Streisand Album                        | 2   | –   | 6   | –   | –  | –   | –   | –   | –   | –   | –   | –   | –   | Platinasti          | –                   | –                   | 1 400 000  | –         | –         | 1 900 000   |
| 1964.  | The Third Album                                          | 5   | –   | –   | –   | –  | –   | –   | –   | –   | –   | –   | –   | –   | Platinasti          | –                   | –                   | 1 100 000  | –         | –         | 1 600 000   |
| 1964.  | Funny Girl - Originalni broadwayski cast recording album | 2   | –   | –   | –   | –  | –   | –   | –   | –   | –   | –   | –   | –   | Zlatni              | –                   | –                   | 780 000    | –         | –         | 1 000       |
| 1964.  | People                                                   | 1   | –   | –   | –   | –  | –   | –   | –   | –   | –   | –   | –   | –   | Platinasti          | –                   | –                   | 1 500 000  | –         | –         | 1 900 000   |
| 1965.  | My Name Is Barbra                                        | 2   | –   | –   | –   | –  | –   | –   | –   | –   | –   | –   | –   | –   | Platinasti          | –                   | –                   | 1 000      | –         | –         | 1 400 000   |
| 1965.  | My Name Is Barbra, Two...                                | 2   | –   | 6   | –   | –  | –   | –   | –   | –   | –   | –   | –   | –   | Platinasti          | –                   | –                   | 1 200 000  | –         | 50 000    | 1 800 000   |
| 1966.  | Color Me Barbra                                          | 3   | –   | –   | –   | –  | –   | 15  | –   | –   | –   | 33  | –   | –   | Zlatni              | –                   | –                   | 800 000    | –         | –         | 1 700 000   |
| 1966.  | Je m'appelle Barbra                                      | 5   | –   | –   | –   | –  | –   | –   | –   | –   | –   | –   | –   | –   | Zlatni              | –                   | –                   | 700 000    | –         | –         | 1 200 000   |
| 1967.  | Simply Streisand                                         | 12  | –   | –   | –   | –  | –   | –   | –   | –   | –   | –   | –   | –   | Zlatni              | –                   | –                   | 530 000    | –         | –         | 800 000     |
| 1967.  | A Christmas Album                                        | 108 | –   | –   | 58  | –  | –   | –   | –   | –   | –   | –   | –   | –   | 5x Multi-Platinasti | –                   | –                   | 5 800 000  | –         | –         | 7 900 000   |
| 1969.  | What About Today?                                        | 31  | 26  | –   | –   | –  | –   | –   | –   | –   | –   | –   | –   | –   | –                   | –                   | –                   | 350 000    | –         | –         | 460 000     |
| 1971.  | Stoney End                                               | 10  | 10  | 28  | –   | –  | –   | –   | –   | –   | –   | –   | –   | –   | Platinasti          | –                   | –                   | 1 300 000  | –         | 20 000    | 1 800 000   |
| 1971.  | Barbra Joan Streisand                                    | 11  | 21  | –   | –   | –  | –   | –   | –   | –   | –   | –   | –   | –   | Platinasti          | –                   | –                   | 1 300 000  | –         | –         | 1 700 000   |
| 1973.  | Barbra Streisand...And Other Musical Instruments         | 64  | 80  | –   | –   | –  | –   | –   | –   | –   | –   | –   | –   | –   | –                   | –                   | –                   | 350 000    | –         | –         | 600 000     |
| 1974.  | The Way We Were                                          | 1   | 3   | –   | 49  | –  | –   | –   | 10  | –   | –   | –   | –   | –   | 2x Multi-Platinasti | 2x Multi-Platinasti | Zlatni              | 2 700 000  | 200 000   | 180 000   |             |
| 1974.  | ButterFly                                                | 13  | 11  | –   | –   | –  | –   | –   | 49  | –   | –   | –   | –   | –   | Zlatni              | Zlatni              | –                   | 800 000    | 80 000    | –         | 1 400 000   |
| 1975.  | Lazy Afternoon                                           | 12  | 42  | –   | –   | –  | –   | –   | 84  | –   | –   | –   | –   | –   | Zlatni              | –                   | –                   | 800 000    | –         | –         | 1 600 000   |
| 1976.  | Classical Barbra                                         | 46  | 87  | –   | –   | –  | –   | –   | –   | –   | –   | –   | –   | –   | Zlatni              | –                   | –                   | 590 000    | –         | –         | 610 000     |
| 1977.  | Streisand Superman                                       | 3   | 1   | 32  | 23  | 33 | –   | –   | 11  | –   | 46  | –   | –   | –   | 2x Multi-Platinasti | 2x Multi-Platinasti | Zlatni              | 2 400 000  | 250 000   | 160 000   | 4 700 000   |
| 1978.  | Songbird                                                 | 12  | 10  | 50  | –   | –  | –   | –   | 30  | –   | –   | –   | –   | –   | Platinasti          | Platinasti          | Zlatni              | 1 300 000  | 150 000   | 190 000   | 2 700 000   |
| 1979.  | Wet                                                      | 7   | 7   | 25  | –   | 21 | –   | 39  | 7   | –   | 22  | –   | –   | 28  | Platinasti          | Platinasti          | Platinasti          | 1 800 000  | 180 000   | 200 000   | 3 800 000   |
| 1980.  | Guilty                                                   | 1   | 1   | 1   | 1   | 1  | 1   | 1   | 1   | 1   | 1   | 4   | 1   | 1   | 5x Multi-Platinasti | 5x Multi-Platinasti | 6x Platinasti       | 5 900 000  | 500 000   | 1 190 000 |             |
| 1984.  | Emotion                                                  | 19  | 44  | 15  | 11  | 25 | –   | 13  | 13  | 13  | 23  | 40  | 17  | –   | Platinasti          | Zlatni              | Platinasti          | 1 400 000  | 70 000    | 500 000   | 4 100 000   |
| 1985.  | The Broadway Album                                       | 1   | 11  | 3   | 26  | 1  | –   | –   | 8   | 29  | 26  | –   | –   | –   | 4x Multi-Platinasti | 2x Multi-Platinasti | 2x Multi-Platinasti | 4 800 000  | 200 000   | 700 000   | 6 700 000   |
| 1988.  | Till I Loved You                                         | 10  | –   | 29  | 5   | –  | 19  | 16  | 18  | –   | 34  | 33  | 16  | 35  | Platinasti          | Platinasti          | Platinasti          | 1 500 000  | 140 000   | 320 000   | 2 900 000   |
| 1993.  | Back to Broadway                                         | 1   | 6   | 4   | 23  | 11 | –   | –   | 3   | 37  | 32  | 81  | –   | –   | 2x Multi-Platinasti | Platinasti          | Zlatni              | 2 300 000  | 175 000   | 250 000   | 4 400 000   |
| 1997.  | Higher Ground                                            | 1   | 5   | 12  | 5   | 23 | 29  | 16  | 14  | 42  | 34  | 35  | 15  | 23  | 3x Multi-Platinasti | 3x Platinasti       | Platinasti          | 3 600 000  | 350 000   | 270 000   | 11 300 000  |
| 1999.  | A Love Like Ours                                         | 6   | 29  | 12  | 33  | 38 | 44  | 6   | –   | 45  | –   | 48  | 39  | 36  | Platinasti          | Zlatni              | Zlatni              | 1 400 000  | 75 000    | 170 000   | 2 700 000   |
| 2001.  | Christmas Memories                                       | 15  | –   | 137 | –   | –  | –   | –   | –   | –   | –   | –   | –   | –   | Platinasti          | –                   | –                   | 1 500 000  | –         | 20 000    | 1 900 000   |
| 2003.  | The Movie Album                                          | 5   | –   | 25  | –   | –  | 12  | –   | 36  | –   | –   | 85  | –   | 47  | Zlatni              | –                   | Zlatni              | 800 000    | –         | 200 000   | 1 600 000   |
| 2005.  | Guilty Pleasures                                         | 5   | 9   | 3   | 6   | 12 | 21  | 29  | 22  | 20  | 13  | 31  | 51  | 59  | Zlatni              | Zlatni              | Platinasti          | 900 000    | 80 000    | 530 000   | 1 900 000   |
| 2009.  | Love Is the Answer                                       | 1   | 2   | 1   | 4   | 15 | 6   | –   | 22  | 10  | 33  | 43  | 32  | 27  | Zlatni              | –                   | –                   | 890 000    | 28 000    | 90 000    | 2 000       |
| Godina | Albumi                                                   | SAD | KAN | UK  | NIZ | NZ | ŠPA | NOR | AUS | AUT | ŠVE | NJE | ŠVI | FRA | SAD                 | KAN                 | AUS                 | SAD        | KAN       | UK        | Svijet      |
| Godina | Albumi na prvom mjestu                                   | 7   | 2   | 2   | 1   | 2  | 1   | 1   | 1   | 1   | 1   | 0   | 1   | 1   | 31 Z                | 10 Z                | 10 Z                | 54 520 000 | 2 478 000 | 3 798 000 | 122 470 000 |
| Godina | Albumi među prvih deset                                  | 22  | 9   | 6   | 5   | 2  | 2   | 2   | 5   | 2   | 1   | 1   | 1   | 1   | 9 P / 6 MP          | 6 P / 1 MP          | 4 P / 1 MP          |            |           |           |             |

### Live albumi
| Godina | Naslov                      | Pozicija na ljestvici | Pozicija na ljestvici | Pozicija na ljestvici | Pozicija na ljestvici | Pozicija na ljestvici | Pozicija na ljestvici | Pozicija na ljestvici | Pozicija na ljestvici | Pozicija na ljestvici | Pozicija na ljestvici | Pozicija na ljestvici | Pozicija na ljestvici | Pozicija na ljestvici | Certifikati         | Certifikati         | Certifikati | Prodaja    | Prodaja | Prodaja | Prodaja    |
| Godina | Naslov                      | SAD                   | KAN                   | UK                    | NIZ                   | NZ                    | ŠPA                   | NOR                   | AUS                   | AUT                   | ŠVE                   | NJE                   | ŠVI                   | FRA                   | SAD                 | KAN                 | AUS         | SAD        | KAN     | UK      | Svijet     |
| ------ | --------------------------- | --------------------- | --------------------- | --------------------- | --------------------- | --------------------- | --------------------- | --------------------- | --------------------- | --------------------- | --------------------- | --------------------- | --------------------- | --------------------- | ------------------- | ------------------- | ----------- | ---------- | ------- | ------- | ---------- |
| 1968.  | A Happening in Central Park | 30                    | 19                    | –                     | –                     | –                     | –                     | –                     | –                     | –                     | –                     | –                     | –                     | –                     | Zlatni              | –                   | –           | 600 000    | –       | –       | 900 000    |
| 1972.  | Live Concert at the Forum   | 19                    | 17                    | –                     | –                     | –                     | –                     | –                     | –                     | –                     | –                     | –                     | –                     | –                     | Platinasti          | –                   | –           | 1 400 000  | –       | –       | 1 800 000  |
| 1987.  | One Voice                   | 9                     | 28                    | 27                    | 2                     | 7                     | 18                    | –                     | 15                    | –                     | 33                    | 32                    | –                     | –                     | 2x Multi-Platinasti | 2x Multi-Platinasti | Platinasti  | 2,400,000  | 240 000 | 150 000 | 5 100 000  |
| 1994.  | The Concert                 | 10                    | 27                    | 63                    | 26                    | –                     | 12                    | –                     | 20                    | –                     | –                     | 92                    | –                     | –                     | 3x Multi-Platinasti | 3x Platinasti       | Platinasti  | 3 700 000  | 380 000 | 120 000 | 11 000     |
| 1995.  | The Concert: Highlights     | 81                    | –                     | –                     | –                     | –                     | –                     | –                     | –                     | –                     | –                     | –                     | –                     | –                     | Zlatni              | –                   | –           | 530 000    | –       | –       | 600 000    |
| 2000.  | Timeless: Live in Concert   | 21                    | –                     | 54                    | –                     | –                     | –                     | –                     | –                     | –                     | –                     | –                     | –                     | –                     | Platinasti          | –                   | –           | 1 900 000  | 15 000  | 20 000  | 4 900 000  |
| 2007.  | Live in Concert 2006        | 7                     | –                     | 48                    | 5                     | –                     | 8                     | –                     | –                     | 7                     | –                     | –                     | 23                    | 83                    | –                   | –                   | –           | 400 000    | 28 000  | 50 000  | 800 000    |
| Godina | Albumi                      | SAD                   | KAN                   | UK                    | NIZ                   | NZ                    | ŠPA                   | NOR                   | AUS                   | AUT                   | ŠVE                   | NJE                   | ŠVI                   | FRA                   | SAD                 | KAN                 | AUS         | SAD        | KAN     | UK      | Svijet     |
| Godina | Albumi na prvom mjestu      | 0                     | 0                     | 0                     | 0                     | 0                     | 0                     | 0                     | 0                     | 0                     | 0                     | 0                     | 0                     | 0                     | 6 Z                 | 2 Z                 | 2 Z         | 10 930 000 | 663 000 | 340 000 | 25 100 000 |
| Godina | Albumi među prvih deset     | 3                     | 0                     | 0                     | 2                     | 1                     | 1                     | 0                     | 0                     | 1                     | 0                     | 0                     | 0                     | 0                     | 3 P / 1 MP          | 0 P / 1 MP          | 1 P / 0 MP  |            |         |         |            |

### Kompilacije
| Godina | Naslov                                     | Pozicija na ljestvici | Pozicija na ljestvici | Pozicija na ljestvici | Pozicija na ljestvici | Pozicija na ljestvici | Pozicija na ljestvici | Pozicija na ljestvici | Pozicija na ljestvici | Pozicija na ljestvici | Pozicija na ljestvici | Pozicija na ljestvici | Pozicija na ljestvici | Pozicija na ljestvici | Certifikati         | Certifikati         | Certifikati   | Prodaja    | Prodaja   | Prodaja   | Prodaja    |
| Godina | Naslov                                     | SAD                   | KAN                   | UK                    | NIZ                   | NZ                    | ŠPA                   | NOR                   | AUS                   | AUT                   | ŠVE                   | NJE                   | ŠVI                   | FRA                   | SAD                 | KAN                 | AUS           | SAD        | KAN       | UK        | Svijet     |
| ------ | ------------------------------------------ | --------------------- | --------------------- | --------------------- | --------------------- | --------------------- | --------------------- | --------------------- | --------------------- | --------------------- | --------------------- | --------------------- | --------------------- | --------------------- | ------------------- | ------------------- | ------------- | ---------- | --------- | --------- | ---------- |
| 1970.  | Barbra Streisand's Greatest Hits           | 32                    | 17                    | 44                    | –                     | –                     | –                     | –                     | –                     | –                     | –                     | 38                    | –                     | –                     | 3x Multi-Platinasti | –                   | Zlatni        | 3 400 000  | –         | 200 000   | 6 800 000  |
| 1978.  | Barbra Streisand's Greatest Hits Vol. 2    | 1                     | 1                     | 1                     | –                     | 1                     | –                     | –                     | 2                     | –                     | –                     | –                     | –                     | 21                    | 5x Multi-Platinasti | 5x Platinasti       | 2x Platinasti | 5 900 000  | 550 000   | 700 000   | 12 100 000 |
| 1981.  | Memories                                   | 10                    | 14                    | 1                     | 12                    | 2                     | 20                    | 6                     | 7                     | 17                    | 4                     | –                     | –                     | 3                     | 5x Multi-Platinasti | 5x Platinasti       | 6x Platinasti | 5 600 000  | 550 000   | 2 000     | 16 200 000 |
| 1989.  | A Collection: Greatest Hits. and More      | 26                    | 43                    | 22                    | 6                     | 40                    | 83                    | 1                     | 16                    | –                     | 1                     | –                     | –                     | –                     | 2x Multi-Platinasti | 2x Multi-Platinasti | Platinasti    | 2 700 000  | 240 000   | 310 000   | 6 400 000  |
| 1991.  | Just for the Record...                     | 38                    | –                     | –                     | –                     | –                     | –                     | –                     | –                     | –                     | –                     | –                     | –                     | –                     | Platinasti          | –                   | –             | 1 400 000  | –         | –         | 1 900 000  |
| 2002.  | The Essential Barbra Streisand             | 15                    | –                     | 1                     | 42                    | 3                     | 14                    | 4                     | 5                     | 11                    | 4                     | –                     | –                     | 8                     | Platinasti          | –                   | 2x Platinasti | 1 300 000  | 20 000    | 725 000   | 6 800 000  |
| 2002.  | Duets                                      | 38                    | –                     | 30                    | 9                     | 11                    | 26                    | –                     | 13                    | –                     | –                     | 53                    | 88                    | 44                    | Zlatni              | –                   | Zlatni        | 800 000    | –         | 240 000   | 1 900 000  |
| 2003.  | The Ultimate Collection (Europska verzija) | –                     | –                     | –                     | 4                     | –                     | –                     | –                     | –                     | 14                    | –                     | 9                     | 60                    | –                     | –                   | –                   | –             | –          | –         | –         |            |
| 2010.  | The Ultimate Collection                    | –                     | 24                    | 8                     | 32                    | –                     | 73                    | –                     | 68                    | -                     | –                     | -                     | 82                    | –                     | –                   | –                   | –             | –          | –         | –         |            |
| Godina | Albumi                                     | SAD                   | KAN                   | UK                    | NIZ                   | NZ                    | ŠPA                   | NOR                   | AUS                   | AUT                   | ŠVE                   | NJE                   | ŠVI                   | FRA                   | SAD                 | KAN                 | AUS           | SAD        | KAN       | UK        | Svijet     |
| Godina | Albumi na prvom mjestu                     | 1                     | 1                     | 3                     | 0                     | 1                     | 0                     | 1                     | 0                     | 0                     | 1                     | 0                     | 0                     | 0                     | 7 Z                 | 3 Z                 | 5 Z           | 21 100 000 | 1 360 000 | 4 175 000 | 52 100 000 |
| Godina | Albumi među prvih deset                    | 2                     | 1                     | 4                     | 3                     | 3                     | 0                     | 3                     | 3                     | 0                     | 3                     | 1                     | 0                     | 2                     | 2 P / 4 MP          | 2 P / 2 MP          | 2 P / 2 MP    |            |           |           |            |

Također, singl "Highlights from Just for the Record", s uzorcima pjesama Barbre Streisand objavljenih tijekom niza godina, objavljen je 1991.

### Mjuzikli i filmska glazba
| Godina | Naslov                                                                 | Pozicija na ljestvici | Pozicija na ljestvici | Pozicija na ljestvici | Pozicija na ljestvici | Pozicija na ljestvici | Pozicija na ljestvici | Pozicija na ljestvici | Pozicija na ljestvici | Pozicija na ljestvici | Pozicija na ljestvici | Pozicija na ljestvici | Pozicija na ljestvici | Certifikati         | Certifikati   | Certifikati   | Prodaja    | Prodaja | Prodaja   | Prodaja    |
| Godina | Naslov                                                                 | SAD                   | KAN                   | UK                    | NIZ                   | NZ                    | ŠPA                   | NOR                   | AUS                   | AUT                   | ŠVE                   | NJE                   | ŠVI                   | SAD                 | KAN           | AUS           | SAD        | KAN     | UK        | Svijet     |
| ------ | ---------------------------------------------------------------------- | --------------------- | --------------------- | --------------------- | --------------------- | --------------------- | --------------------- | --------------------- | --------------------- | --------------------- | --------------------- | --------------------- | --------------------- | ------------------- | ------------- | ------------- | ---------- | ------- | --------- | ---------- |
| 1962.  | I Can Get It For You Wholesale - originalni broadwayski cast Recording | 125                   | –                     | -                     | -                     | -                     | -                     | –                     | –                     | -                     | -                     | -                     | –                     | –                   | –             | -             | –          | –       | –         | 200 000    |
| 1962.  | Pins and Needles - 25th Anniversary                                    | 125                   | –                     | -                     | -                     | -                     | -                     | –                     | -                     | -                     | -                     | –                     | –                     | –                   | –             | -             | –          | –       | –         | 180 000    |
| 1968.  | Funny Girl OST                                                         | 12                    | 10                    | 11                    | –                     | –                     | –                     | 6                     | –                     | –                     | –                     | –                     | –                     | Platinasti          | Zlatni        | Zlatni        | 1 300 000  | 75 000  | 200 000   | 4 600 000  |
| 1969.  | Hello, Dolly!                                                          | 49                    | 33                    | 45                    | –                     | –                     | –                     | 17                    | –                     | –                     | –                     | –                     | –                     | –                   | –             | –             | 420 000    | –       | 20 000    | 900 000    |
| 1970.  | On a Clear Day You Can See Forever                                     | 108                   | –                     | –                     | –                     | –                     | –                     | –                     | –                     | –                     | –                     | –                     | –                     | -                   | –             | –             | –          | –       | –         | 300 000    |
| 1971.  | The Owl and the Pussycat                                               | 186                   | 74                    | –                     | –                     | –                     | –                     | –                     | –                     | –                     | –                     | –                     | –                     | –                   | –             | –             | 150 000    | –       | –         | 300 000    |
| 1974.  | The Way We Were                                                        | 20                    | –                     | –                     | –                     | –                     | –                     | –                     | –                     | –                     | –                     | –                     | –                     | Zlatni              | –             | –             | 700 000    | –       | –         | 11 000     |
| 1975.  | Funny Lady                                                             | 6                     | 17                    | –                     | –                     | –                     | –                     | –                     | 50                    | –                     | –                     | –                     | –                     | Platinasti          | –             | –             | 1 300 000  | –       | –         | 1 800 000  |
| 1976.  | Zvijezda je rođena                                                     | 1                     | 1                     | 1                     | 9                     | 1                     | –                     | 10                    | 3                     | –                     | 22                    | –                     | –                     | 5x Multi-Platinasti | 5x Platinasti | 3x Platinasti | 5 600 000  | 570 000 | 930 000   | 19 000     |
| 1979.  | The Main Event                                                         | 20                    | 11                    | –                     | –                     | –                     | –                     | –                     | –                     | –                     | –                     | –                     | –                     | Zlatni              | –             | –             | 750 000    | –       | 100 000   | 1 600 000  |
| 1983.  | Yentl                                                                  | 9                     | 16                    | 21                    | 5                     | –                     | 2                     | –                     | 24                    | 7                     | 29                    | 26                    | 4                     | Platinasti          | Platinasti    | Zlatni        | 1 700 000  | 160 000 | 280 000   | 5 200 000  |
| 1987.  | Nuts                                                                   | –                     | –                     | –                     | –                     | –                     | –                     | –                     | –                     | –                     | –                     | –                     | –                     | –                   | –             | –             | –          | –       | –         | 300 000    |
| 1991.  | Gospodar plime                                                         | 84                    | –                     | –                     | –                     | –                     | –                     | –                     | –                     | –                     | –                     | –                     | –                     | –                   | –             | –             | –          | –       | –         | 480 000    |
| 1996.  | The Mirror Has Two Faces                                               | 16                    | 11                    | –                     | –                     | –                     | –                     | –                     | –                     | –                     | –                     | –                     | –                     | Platinasti          | –             | –             | 1 400 000  | –       | –         | 1 900 000  |
| Godina | Albumi                                                                 | SAD                   | KAN                   | UK                    | NIZ                   | NZ                    | ŠPA                   | NOR                   | AUS                   | AUT                   | ŠVE                   | NJE                   | ŠVI                   | SAD                 | KAN           | AUS           | SAD        | KAN     | UK        | Svijet     |
| Godina | Albumi na prvom mjestu                                                 | 1                     | 1                     | 1                     | 0                     | 1                     | 0                     | 0                     | 0                     | 0                     | 0                     | 0                     | 0                     | 7 Z                 | 3 Z           | 1 Z           | 13 320 000 | 805 000 | 1 530 000 | 47 760 000 |
| Godina | Albumi među prvih deset                                                | 3                     | 2                     | 1                     | 2                     | 1                     | 1                     | 2                     | 1                     | 1                     | 0                     | 0                     | 1                     | 3 P / 1 MP          | 2 P / 1 MP    | 1 P / 1 MP    |            |         |           |            |

## Albumi na prvom mjestu po državama
- UK = 6 Albuma
- SAD = 9 Albuma
- Kanada = 4 Albuma
- Novi Zeland = 4 Albuma
- Nizozemska = 1 Album

## Singlovi
Pet singlova Barbre Streisand postiglo je prvo mjesto na listi Billboard Hot 100,
| Godina | Singlovi                                                      | Pozicija na ljestvici | Pozicija na ljestvici | Pozicija na ljestvici | Pozicija na ljestvici | Pozicija na ljestvici | Pozicija na ljestvici | RIAA Certifikati | Napomene |
| Godina | Singlovi                                                      | SAD                   | KAN                   | KAN AC                | UK                    | SAD AC                | IRS                   | RIAA Certifikati | Napomene |
| ------ | ------------------------------------------------------------- | --------------------- | --------------------- | --------------------- | --------------------- | --------------------- | --------------------- | ---------------- | --- |
| 1962.  | "Miss Marmelstein"                                            | –                     | –                     | –                     | –                     | –                     | –                     | –                | Promotivni singl za mjuzikl I Can Get It for You Wholesale samo za radio, s pjesmom "Who Knows?" Marilyn Cooper na b-strani. |
| 1962.  | "Happy Days are Here Again" / "When the Sun Comes Out"        | –                     | –                     | –                     | –                     | –                     | –                     | –                | |
| 1962.  | "My Coloring Book" / "Lover Come Back to Me"                  | –                     | –                     | –                     | –                     | –                     | –                     | –                | |
| 1964.  | "People"                                                      | 5                     | 19                    | 2                     | –                     | 1                     | –                     | –                | Iz mjuzikla Funny Girl, na b-strani "I Am Woman", "Bubbled Under" na 114.                                                    |
| 1964.  | "I Am Woman"                                                  | 114                   | –                     | –                     | –                     | –                     | –                     | –                | – |
| 1964.  | "Funny Girl"                                                  | 44                    | –                     | –                     | –                     | 6                     | –                     | –                | Unatoč naslovu, pjesma nije iz mjuzikla Funny Girl, b-strana "Absent Minded Me" "Bubbled Under" na 123.                      |
| 1964.  | "Absent Minded Me"                                            | 123                   | –                     | –                     | –                     | –                     | –                     | –                | – |
| 1965.  | "Why Did I Choose You"                                        | 77                    | –                     | –                     | –                     | 15                    | –                     | –                | Iz mjuzikla The Yearling |
| 1965.  | "Happy Days are Here Again" / "My Coloring Book"              | –                     | –                     | –                     | –                     | –                     | –                     | –                | Reizdanje za seriju Hall of Fame.                                                                                            |
| 1965.  | "My Man"                                                      | 79                    | –                     | –                     | –                     | 17                    | –                     | –                | Hit Fanny Brice iz 1922. |
| 1965.  | "He Touched Me"                                               | 53                    | –                     | –                     | –                     | 2                     | –                     | –                | Iz mjuzikla Drat! The Cat |
| 1966.  | "Second Hand Rose"                                            | 32                    | 30                    | 1                     | 14                    | 5                     | –                     | –                | Hit Fanny Brice iz 1922. |
| 1966.  | "Where Am I Going?"                                           | 94                    | –                     | –                     | –                     | 4                     | –                     | –                | Iz mjuzikla Sweet Charity |
| 1966.  | "You Wanna Bet"                                               | –                     | –                     | –                     | –                     | 18                    | –                     | –                | B-strana "Where Am I Going?", također iz Sweet Charity                                                                       |
| 1966.  | "Sam, You Made the Pants Too Long"                            | 98                    | –                     | –                     | –                     | 9                     | –                     | –                | Parodija pjesme "Lawd, You Made The Night Too Long", napisao Milton Berle 1940.                                              |
| 1966.  | "The Minute Waltz"                                            | –                     | –                     | –                     | –                     | 23                    | –                     | –                | B-strana od "Sam, You Made the Pants Too Long"                                                                               |
| 1966.  | "Non... C'est Rien"                                           | –                     | –                     | –                     | –                     | 15                    | –                     | –                | Francuska verzija od "Free Again"                                                                                            |
| 1966.  | "Free Again"                                                  | 83                    | –                     | –                     | –                     | 8                     | –                     | –                | Također i na easy listening ljestvici s francuskom verzijom pjesme, "Non... C'est Rien."                                     |
| 1967.  | "Stout-Hearted Man"                                           | 92                    | –                     | –                     | –                     | 2                     | –                     |                  | Obrada pjesme iz 1928., iz broadwayskog mjuzikla The New Moon                                                                |
| 1967.  | "Lover Man (Oh, Where Can You Be!)"                           | –                     | –                     | –                     | –                     | 29                    | –                     | –                | R&B hit Billie Holiday iz 1945.                                                                                              |
| 1968.  | "Our Corner of the Night"                                     | 107                   | –                     | –                     | –                     | 19                    | –                     | –                | – |
| 1968.  | "I'd Rather Be Blue over You (Than Happy With Somebody Else)" | –                     | –                     | –                     | –                     | 19                    | –                     | –                | Hit Fanny Brice iz 1929. |
| 1968.  | "Funny Girl"                                                  | –                     | –                     | –                     | –                     | 25                    | –                     | –                | Iz istomenog filma (nije hit iz 1964.), b-strana "I'd Rather Be Blue Over You"                                               |
| 1969.  | "Honey Pie"                                                   | –                     | –                     | –                     | –                     | 35                    | –                     | –                | Obrada pjesme Beatlesa s White albuma                                                                                        |
| 1970.  | "Before the Parade Passes By"                                 | –                     | –                     | 25                    | –                     | 23                    | –                     | –                | Iz filmske verzije mjuzikla Hello, Dolly!                                                                                    |
| 1970.  | "The Best Thing You've Ever Done"                             | –                     | –                     | –                     | –                     | 19                    | –                     | –                | – |
| 1971.  | "Stoney End"                                                  | 6                     | 5                     | 29                    | 27                    | 2                     | –                     | –                | Napisala Laura Nyro, "Bubbled Under" na Hot 100 1968. s Peggy Lipton                                                         |
| 1971.  | "Time and Love"                                               | 51                    | –                     | 31                    | –                     | 3                     | –                     | –                | Napisala Laura Nyro |
| 1971.  | "Flim Flam Man"                                               | 82                    | 70                    | 23                    | –                     | 7                     | –                     | –                | Napisala Laura Nyro |
| 1971.  | "Where You Lead"                                              | 40                    | 47                    | 23                    | –                     | 3                     | –                     | –                | Napisali Carole King i Toni Stern                                                                                            |
| 1971.  | "Mother"                                                      | 79                    | 74                    | –                     | –                     | 24                    | –                     | –                | Obrada hita Johna Lennona iz 1971.                                                                                           |
| 1971.  | "Space Captain"                                               | 101                   | –                     | –                     | –                     | –                     | –                     | –                | |
| 1972.  | "Sweet Inspiration / Where You Lead"                          | 37                    | 37                    | –                     | –                     | 15                    | –                     | –                | Live snimka |
| 1972.  | "Sing a Song" / "Make Your Own Kind of Music"                 | 94                    | –                     | 25                    | –                     | 28                    | –                     | –                | Live snimka |
| 1973.  | "Didn't We"                                                   | 82                    | –                     | 46                    | –                     | 22                    | –                     | –                | Live snimka |
| 1974.  | "The Way We Were"                                             | 1                     | 1                     | 1                     | 31                    | 1                     | –                     | Platinasti       | – |
| 1974.  | "All in Love Is Fair"                                         | 63                    | 60                    | –                     | –                     | 10                    | –                     | –                | Napisao Stevie Wonder |
| 1975.  | "How Lucky Can You Get"                                       | –                     | –                     | 19                    | –                     | 27                    | –                     | –                | Iz filma Funny Lady |
| 1975.  | "My Father's Song"                                            | –                     | –                     | 15                    | –                     | 11                    | –                     | –                | Napisao Rupert Holmes |
| 1977.  | "Evergreen (pjesma iz filma Zvijezda je rođena)"              | 1                     | 1                     | 1                     | 3                     | 1                     | 4                     | Platinasti       | – |
| 1977.  | "My Heart Belongs to Me"                                      | 4                     | 3                     | 1                     | –                     | 1                     | –                     | –                | – |
| 1978.  | "Songbird"                                                    | 25                    | 33                    | 1                     | –                     | 1                     | –                     | –                | – |
| 1978.  | "Love Theme from 'Eyes of Laura Mars' (Prisoner)"             | 21                    | 48                    | 28                    | –                     | 48                    | –                     | –                | – |
| 1978.  | "You Don't Bring Me Flowers"                                  | 1                     | 1                     | 1                     | 5                     | 3                     | 14                    | Platinasti       | Duet s Neilom Diamondom |
| 1979.  | "Superman"                                                    | –                     | –                     | 18                    | –                     | 29                    | –                     | –                | – |
| 1979.  | "The Main Event" / "Fight"                                    | 3                     | 5                     | 1                     | –                     | 2                     | –                     | Gold             | Iz filma "The Main Event" |
| 1979.  | "No More Tears (Enough Is Enough)"                            | 1                     | 1                     | 6                     | 3                     | 7                     | 7                     | Platinasti       | Duet s Donnom Summer, 20. mjesto na Billboard ljestvici Hot Soul Singles                                                     |
| 1980.  | "Kiss Me in the Rain"                                         | 37                    | 67                    | 1                     | –                     | 9                     | –                     | –                | – |
| 1980.  | "Woman in Love"                                               | 1                     | 1                     | 1                     | 1                     | 1                     | 1                     | Platinasti       | – |
| 1981.  | "Guilty"                                                      | 3                     | 13                    | –                     | 34                    | 5                     | 21                    | Zlatni           | Duet s Barryjem Gibbom |
| 1981.  | "What Kind of Fool"                                           | 10                    | 17                    | –                     | –                     | 1                     | –                     | –                | Duet s Barryjem Gibbom |
| 1981.  | "Promises"                                                    | 48                    | –                     | 5                     | –                     | 8                     | –                     | –                | Svi hitovi s albuma Guilty napisani su i producirani zajedno s Barryjem Gibbom.                                              |
| 1982.  | "Comin' In and Out of Your Life"                              | 11                    | 24                    | 1                     | 66                    | 2                     | –                     | –                | – |
| 1982.  | "Memory"                                                      | 52                    | –                     | 3                     | 34                    | 9                     | –                     | –                | Iz mjuzikla Cats |
| 1983.  | "The Way He Makes Me Feel"                                    | 40                    | 34                    | 1                     | –                     | 1                     | –                     | –                | Iz filma Yentl |
| 1984.  | "Papa, Can You Hear Me?"                                      | –                     | –                     | 14                    | –                     | 26                    | –                     | –                | Iz filma Yentl |
| 1984.  | "Left in the Dark"                                            | 50                    | 87                    | 2                     | 85                    | 4                     | –                     | –                | – |
| 1985.  | "Make No Mistake, He's Mine"                                  | 51                    | 89                    | 5                     | 92                    | 8                     | –                     | –                | Duet s Kim Carnes |
| 1985.  | "Emotion"                                                     | 79                    | 97                    | 18                    | –                     | 14                    | –                     | –                | Pointer Sisters kao prateći vokali                                                                                           |
| 1985.  | "Somewhere"                                                   | 43                    | 72                    | 2                     | 88                    | 5                     | –                     | –                | Iz mjuzikla West Side Story                                                                                                  |
| 1986.  | "Send in the Clowns"                                          | –                     | –                     | 2                     | –                     | 25                    | –                     | –                | Iz mjuzikla A Little Night Music                                                                                             |
| 1988.  | "Till I Loved You"                                            | 25                    | –                     | –                     | 16                    | 3                     | 9                     | –                | Duet s Donom Johnsonom; pjesma iz mjuzikla Goya                                                                              |
| 1988.  | "All I Ask of You"                                            | –                     | –                     | –                     | 77                    | 15                    | –                     | –                | Iz mjuzikla The Phantom of the Opera                                                                                         |
| 1989.  | "What Were We Thinking Of?"                                   | –                     | –                     | –                     | –                     | 32                    | –                     | –                | – |
| 1989.  | "We're Not Makin' Love Anymore"                               | –                     | –                     | 15                    | 85                    | 10                    | –                     | –                | – |
| 1989.  | "Someone That I Used to Love"                                 | –                     | –                     | –                     | –                     | 25                    | –                     | –                | Hit Natalie Cole iz 1980. |
| 1992.  | "Places That Belong to You"                                   | –                     | –                     | 39                    | 17                    | 43                    | 29                    | –                | Iz filma Gospodar plime |
| 1993.  | "With One Look (From Sunset Boulevard)"                       | –                     | –                     | –                     | 30                    | –                     | –                     | –                | – |
| 1994.  | "The Music Of The Night (From The Phantom Of The Opera)"      | –                     | –                     | –                     | 54                    | –                     | –                     | –                | Duet s Michaelom Crawfordom                                                                                                  |
| 1994.  | "As If We Never Said Goodbye (From Sunset Boulevard)"         | –                     | –                     | –                     | 20                    | –                     | –                     | –                | – |
| 1996.  | "I Finally Found Someone"                                     | 8                     | 14                    | 2                     | 10                    | 2                     | 1                     | Zlatni           | Duet s Bryanom Adamsom, iz filma The Mirror Has Two Faces                                                                    |
| 1997.  | "Tell Him"                                                    | -                     | 12                    | 4                     | 3                     | 5                     | 2                     | –                | Duet s Céline Dion, nije komercijalno objavljen u SAD-u, pozicija na Hot 100 je s ljestvice Hot 100 Airplay.                 |
| 1999.  | "I've Dreamed of You"                                         | –                     | –                     | 91                    | –                     | –                     | –                     | –                | |
| 1999.  | "If You Ever Leave Me"                                        | –                     | –                     | 29                    | 26                    | –                     | –                     | –                | Duet s Vinceom Gillom, 64. mjesto na Billboard ljestvici Hot Country Songs i 67. na RPM ljestvici Country Tracks.            |
| 2001.  | "It Must Have Been the Mistletoe"                             | –                     | –                     | –                     | –                     | 28                    | –                     | –                | – |
| 2005.  | "Night of My Life"                                            | –                     | –                     | –                     | –                     | –                     | –                     | –                | 2. mjesto na ljestvici Hot Dance Club Play.                                                                                  |
| 2005.  | "Stranger in a Strange Land"                                  | –                     | –                     | –                     | –                     | 39                    | –                     | –                | Duet s Barryjem Gibbom |
| 2009.  | "In The Wee Small Hours Of The Morning"                       | –                     | –                     | –                     | –                     | –                     | –                     | –                | – |
| 2010.  | "We Are the World 25 for Haiti" (s raznim pjevačima)          | 2                     | 7                     | –                     | 50                    | –                     | 9                     | –                | 2. mjesto na Billboard Hot 100                                                                                               |

### Singlovi na prvom mjestu po državama
- Velika Britanija - 2 Singla
- Sjedinjene Države - 5 Singlova
- Švicarska - 1 Singl
- Kanada - 5 Singlova
- Irska - 2 Singla
- Švedska - 2 Singla
- Austrija - 1 Singl

## Videospotovi
- Left In The Dark
- Emotion
- Somewhere
- I Finally Found Someone
- Tell Him
- If You Ever Leave Me
- Stranger In A Strange Land
- Above The Law
- Letting Go
- Hideaway
- We Are The World: 25 For Haiti
- Duck Sauce

## VHS, DVD, i Blu-ray
| Godina | Naslov                                                              | RIAA Certifikati    | US Chart | Prodaja |
| ------ | ------------------------------------------------------------------- | ------------------- | -------- | ------- |
| 1986.  | My Name Is Barbra (VHS)                                             | Zlatni              | 4        | 75 000  |
| 1986.  | Color Me Barbra (VHS)                                               | Zlatni              | 3        | 65 000  |
| 1986.  | A Happening in Central Park (VHS)                                   |                     | 13       | 30 000  |
| 1986.  | Putting it Together: The Making of The Broadway Album (VHS)         | Zlatni              | 8        | 54 000  |
| 1988.  | One Voice (VHS)                                                     |                     | 9        | 45 000  |
| 1994.  | Barbra: The Concert (VHS)                                           | 4x Multi-Platinasti | 1        | 420 000 |
| 2001.  | Timeless - Live In Concert (VHS / DVD)                              | Platinasti          | 1        | 190 000 |
| 2004.  | Barbra: The Concert Live at the MGM Grand (VHS / DVD)               | Platinasti          | 3        | 160 000 |
| 2005.  | Barbra Streisand: The Television Specials DVD Box Set               | 5x Multi-Platinasti | 11       | 590 000 |
| 2009.  | Streisand: The Concerts DVD Box Set                                 | Platinasti          | 1        | 140 000 |
| 2010.  | One Night Only Barbra Streisand and Quartet at The Village Vanguard | Platinasti          | 1        | 180 000 |